# Renault 7
Renault 7 (также R7) — это легковой автомобиль, являвшийся модификацией супермини Renault 5 с кузовом 4-дверный седан. Выпускался компанией FASA-Renault в Испании в 1974—1984 годах.

## История
Технически и внешне он был почти идентичен Renault 5, но оснащался меньшими по объёму двигателями. Длина колёсной базы седана увеличилась на 600 мм, хотя она и различалась с левой и правой сторон вследствие поперечного использования торсионов задней подвески, что было характерно для многих автомобилей Renault в то время.
Ещё одним различием между Renault 7 и 5 были хромированные, а не пластиковые бамперы, устанавливаемые на первую модель, что придавало ей более элегантный вид. Первоначально объём устанавливаемого в Испании двигателя составлял 1037 см³. Было выпущено около 140 тыс. автомобилей, имевших, однако, ограниченный успех за пределами внутреннего рынка Испании, поскольку Renault предлагала большую модель 12 за небольшую цену.
R7 запущена в производство спустя два года после R5, в 1979 году она подверглась рестайлингу, в 1980 году получила двигатель большего объёма — 1108 см³. Запущенная в 1980 году пятидверная версия R5 использовала устройство задней двери, аналогичное R7. R5 был существенно модернизирован и R7 уже не оправдала бы инвестиций в рестайлинг. Её производство было свёрнуто в 1984 году, когда на смену ей пришла модель R9.